# Società Sportiva Juventus Stabia 1971-1972
Questa voce raccoglie le informazioni riguardanti la Società Sportiva Juventus Stabia nelle competizioni ufficiali della stagione 1971-1972.

## Stagione
In questa stagione la Juve Stabia disputa il campionato di Serie D girone G, terminando il campionato al primo posto in classifica, ed ottenendo quindi, la promozione diretta in Serie C per la stagione successiva.
Nell'arco delle 34 giornate realizza 49 punti, con 21 vittorie, 7 pareggi e 6 sconfitte.

## Rosa
| N. |                   | Ruolo | Calciatore      |
| -- | ----------------- | ----- | --------------- |
|    | Italia (bandiera) | P     | Primo Germano   |
|    | Italia (bandiera) |       | Malagamba       |
|    | Italia (bandiera) |       | Viganò          |
|    | Italia (bandiera) |       | Rotili          |
|    | Italia (bandiera) |       | Pierbattista    |
|    | Italia (bandiera) | C     | Adelchi Malaman |
|    | Italia (bandiera) |       | Stucchi         |
|    | Italia (bandiera) |       | Horton          |

| N. |                   | Ruolo | Calciatore |
| -- | ----------------- | ----- | ---------- |
|    | Italia (bandiera) |       | Pirone     |
|    | Italia (bandiera) |       | Viappiani  |
|    | Italia (bandiera) |       | Toniutto   |
|    | Italia (bandiera) |       | Prota      |
|    | Italia (bandiera) |       | Gallo      |
|    | Italia (bandiera) |       | Giordano   |
|    | Italia (bandiera) |       | Palumbo    |